# Ioana Citta Baciu
Ioana Citta Baciu (n. 7 ianuarie 1936, Galați – d. 20 ianuarie 2016, București) a fost o actriță de film, radio, televiziune, scenă și voce română.

## Biografie
S-a născut la Galați pe 7 ianuarie 1936. Între 1953 - 1971, Ioana Citta Baciu a jucat la Teatrul Național "Marin Sorescu" Craiova, la Teatrul "V.I. Popa" Bârlad, la Teatrul "Maria Filotti" Brăila, la Teatrul Național Târgu-Mureș și la Teatrul "Alexandru Davilla" Pitești. A murit la 20 ianuarie 2016.  

## Filmografie
- Înainte de tăcere (1978)
- Cenușa păsării din vis (1989)
- Oamenii cavernelor (1992)
- Cântăreața cheală (1993)
- Vizita bătrânei doamne (1994)
- Tango (1995)
- Celestina (1997)
- ...Escu (1998)
- Gaițele (1999)
- Tărâmul celălalt (2000)
- Copacii mor în picioare (2001)
- Leul în iarnă (2002)
- Steaua fără nume (2003)
- Zăpezile de altădată (2003)
- Casa Bernardei Alba (2003)
- A șaptea Kafana (2004)
- Scandal în culise (2005)
- Retro (2006)
- Cutia Pandorei (2010)
- Echilibru instabil (2012)
- Pană de automobil (2014)